# Труффальдино
Труффальди́но (итал. Truffaldino) — персонаж итальянской комедии дель арте; одно из имён второго дзанни Арлекина.
Корень имени образован от итал. truffa — мошенничество, надувательство, плутовство.
Труффальдино — выходец из Бергамо, носит одежду из разноцветных лоскутов, небольшую шляпу с кроличьим или заячьим хвостом, чёрную маску и палку у пояса.
Характер маски Труффальдино (расторопный слуга, устраивающий судьбу господ и свою собственную) сохраняется в европейской драматургии. Близкие к маске Труффальдино герои это: Сганарель у Мольера, Арлекин у Мариво.
Труффальдино также и герой комедии Карло Гольдони «Слуга двух господ», написанной в 1749 году и хорошо известной в России благодаря фильму «Труффальдино из Бергамо» (1976). Первоначальный вариант комедии Гольдони был написан как сценарий импровизационного спектакля «комедии дель арте» для выдающегося комика этого жанра Антонио Сакки, выступавшего под сценическим именем Труффальдино.